# 伊斯拉希耶
伊斯拉希耶（土耳其語：Islahiye，：‎）是土耳其的城鎮，由加濟安泰普省負責管轄，位於該國南部，面積821平方公里，主要經濟活動是自給農業、畜牧業和林業，2010年人口30,942。